# Campionati europei di atletica leggera 2016 - Staffetta 4×100 metri maschile

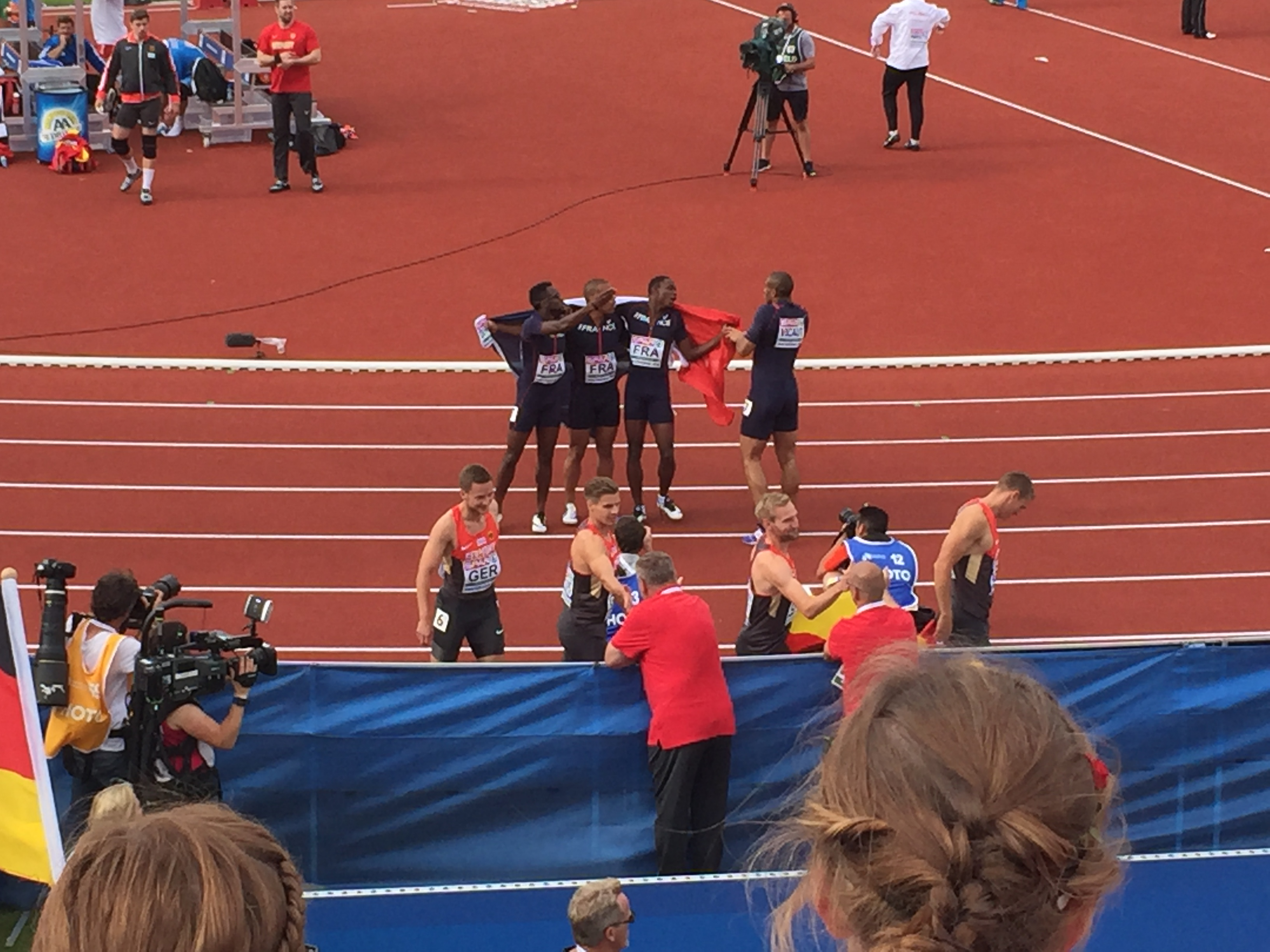
Vincitori della medaglia d'oro e d'argento.

La staffetta 4×100 metri maschile ai Campionati europei di atletica leggera di Amsterdam 2016 si è svolta il 9 e 10 luglio 2016 all'Olympisch Stadion di Amsterdam.

## Programma
| Data           | Ora   | Evento         |
| -------------- | ----- | -------------- |
| 9 luglio 2016  | 19:40 | Qualificazioni |
| 10 luglio 2016 | 17:55 | Finale         |

Ora locale (UTC+2).

## Risultati

### Qualificazioni
Le prime tre nazioni di ogni gruppo (Q) e i successivi due migliori tempi (q) accedono alla finale.
| Class | Gruppo | Nazione       | Atleti                                                                      | Tempo | Note                                     |
| ----- | ------ | ------------- | --------------------------------------------------------------------------- | ----- | ---------------------------------------- |
| 1     | 1      | Gran Bretagna | James Dasaolu, Adam Gemili, James Ellington, Chijindu Ujah                  | 38.12 | Q, EL                                    |
| 2     | 1      | Germania      | Julian Reus, Sven Knipphals, Robert Hering, Lucas Jakubczyk                 | 38.25 | Q,                                       |
| 3     | 1      | Italia        | Massimiliano Ferraro, Federico Cattaneo, Davide Manenti, Filippo Tortu      | 38.58 | Q,                                       |
| 4     | 2      | Polonia       | Grzegorz Zimniewicz, Przemysław Słowikowski, Adam Pawłowski, Karol Zalewski | 38.64 | Q,                                       |
| 5     | 2      | Paesi Bassi   | Giovanni Codrington, Churandy Martina, Patrick van Luijk, Dimitri Juliet    | 38.78 | Q                                        |
| 6     | 2      | Francia       | Marvin René, Stuart Dutamby, Mickaël-Méba Zeze, Jimmy Vicaut                | 38.85 | Q,                                       |
| 7     | 1      | Svizzera      | Pascal Mancini, Reto Amaru Schenkel, Suganthan Somasunduram, Alex Wilson    | 38.88 | q,                                       |
| 8     | 1      | Ucraina       | Roman Kravtsov, Volodymyr Suprun, Ihor Bodrov, Vitaliy Korzh                | 39.12 | q                                        |
| 9     | 1      | Spagna        | Mauro Triana, Óscar Husillos, Alberto Gavaldá, Ángel David Rodríguez        | 39.15 | Miglior prestazione personale stagionale |
| 10    | 2      | Norvegia      | Jonas Tapani Halonen, Jonathan Quarcoo, Håkon Morken, Jaysuma Saidy Ndure   | 39.35 | Miglior prestazione personale stagionale |
| 11    | 1      | Svezia        | Emil von Barth, Austin Hamilton, Tom Kling-Baptiste, Johan Wissman          | 39.37 | Miglior prestazione personale stagionale |
| 12    | 2      | Portogallo    | Ancuiam Lopes, Francis Obikwelu, David Lima, Carlos Nascimento              | 39.51 |                                          |
| 13    | 1      | Irlanda       | Jason Smyth, Eanna Madden, Jonathon Browning, Marcus Lawler                 | 39.52 | Miglior prestazione personale stagionale |
| 14    | 2      | Turchia       | Umutcan Emektaş, Jak Ali Harvey, İzzet Safer, Ramil Guliyev                 | 39.58 |                                          |
| 15    | 2      | Finlandia     | Eetu Rantala, Otto Ahlfors, Samuli Samuelsson, Ville Myllymäki              | 39.68 |                                          |
| 16    | 2      | Romania       | Daniel Budin, Ioan Andrei Melnicescu, Ionut Andrei Neagoe, Cătălin Cîmpeanu | 39.98 |                                          |

### Finale
La finale è stata vinta dalla nazionale britannica composta dal quartetto James Dasaolu, Adam Gemili, James Ellington e Chijindu Ujah.
| Class   | Corsia | Nazione       | Atleti                                                                      | Tempo | Note                                     |
| ------- | ------ | ------------- | --------------------------------------------------------------------------- | ----- | ---------------------------------------- |
| Oro     | 5      | Gran Bretagna | James Dasaolu, Adam Gemili, James Ellington, Chijindu Ujah                  | 38.17 |                                          |
| Argento | 7      | Francia       | Marvin René, Stuart Dutamby, Mickaël-Méba Zeze, Jimmy Vicaut                | 38.38 | Miglior prestazione personale stagionale |
| Bronzo  | 6      | Germania      | Julian Reus, Sven Knipphals, Roy Schmidt, Lucas Jakubczyk                   | 38.47 |                                          |
| 4       | 4      | Paesi Bassi   | Solomon Bockarie, Churandy Martina, Patrick van Luijk, Giovanni Codrington  | 38.57 |                                          |
| 5       | 8      | Italia        | Massimiliano Ferraro, Federico Cattaneo, Davide Manenti, Filippo Tortu      | 38.69 |                                          |
| 6       | 3      | Polonia       | Grzegorz Zimniewicz, Przemysław Słowikowski, Adam Pawłowski, Karol Zalewski | 38.69 |                                          |
| 7       | 1      | Svizzera      | Pascal Mancini, Reto Amaru Schenkel, Suganthan Somasunduram, Alex Wilson    | 39.11 |                                          |
| 8       | 2      | Ucraina       | Roman Kravtsov, Volodymyr Suprun, Ihor Bodrov, Vitaliy Korzh                | 39.46 |                                          |